# Francisco López Sancho
Sancho (Francisco López Sancho), artista plástico español. 
Nace en Madrid en 1951. A lo largo de su vida hay una dedicación predominante a la pintura, comenzando su aprendizaje en la Escuela de Artes y Oficios de Madrid, en las modalidades de Pintura, Dibujo, Grabado, Litografía y Serigrafía. Desde el año 1973 lleva realizando exposiciones en las galerías más importantes de España, y a nivel internacional su fama se extiende a varios países de Europa y América, con obra en los principales museos y colecciones particulares, de Francia, España, Puerto Rico, Israel, Portugal, Japón, Alemania e Inglaterra. Resaltando exposiciones en la Galería Madrid-Berlín y Auditorio de música de Berlín. Lo más predominante en su obra son figuras de payasos, personajes de la vida, música y paisajes.
Varios han sido los críticos que han comentado su obra gráfica, tales como: Fernando Ponce (Arteguía), Carlos García Osuna (Ya), Manuel Lacarta, J. Rubio Nomblot, Felicidad Sánchez Pacheco (Arteguía), Javier Rubio Nomblot (El Punto de Las Artes).
- Página personal del autor

- Datos: Q5866593